# ひぐらしのなく頃に大賞
ひぐらしのなく頃に大賞（ひぐらしのなくころにたいしょう）は、07th Expansionの同人ゲーム『ひぐらしのなく頃に』を題材にした二次創作の短編小説作品を対象にした文学賞。スクウェア・エニックス主催。応募方法が電子メールのみである点が大きな特徴。
結果発表はサイト上及び『月刊少年ガンガン』『月刊ガンガンWING』『月刊Gファンタジー』誌上で順次行われる。

## 賞金・賞品
- 大賞：20万円
- 副賞：ドラマCD収録

他、部門賞（第2回より。該当作品ナシの場合アリ）・各審査委員の賞及びアニメイト賞・ゲーマーズ賞・とらのあな賞（第2回より）・審査員特別賞。受賞作品は全てスクウェア・エニックス刊のアンソロジー集に収録される。

## 受賞作品
カッコ内は作者。

### 第1回
- 2006年3月25日から6月30日まで募集された。応募総数523作品中、10作品が選ばれた。同年10月31日に受賞作品を収録したアンソロジー『ひぐらしのなく頃に 語咄し編（かたりばなしへん）』が刊行された。
- 以下、全て「語咄し編」（ISBN 4757516940）に収録されている。「語咄し編」のイラストは、鈴羅木かりん・方條ゆとり・鈴木次郎・外海良基（以上、審査委員も担当）と外伝「ひぐらしのなく頃に 宵越し編」のみもり、ゲストの介錯が描いている。
- 受賞作品のうち「贄流し」（作・TeraM）・「女こまし編 最高のパラダイスをどうかあなたに……」（作・大渡鴉）の2編はアンソロジーと同じ「語咄し編」のタイトルでHOBiRECORDSよりドラマCD化されている。後に「やめないで知恵先生」（作・島田圭司）もガンガンパワードの応募者全員サービスでドラマCD化された。

大賞
- 贄流し（TeraM）

鈴羅木かりん賞
- やめないで知恵先生（島田圭司）

方條ゆとり賞
- 女こまし編 最高のパラダイスをどうかあなたに……（大渡鴉）

鈴木次郎賞
- 䄈（示豆、まつりのそなえもののかざり）壊し編（じぇばんに）

「示豆」は「しめすへんに豆」で一文字。
外海良基賞
- 消えた少女の記憶（スガキヒロカ）

アニメイト賞
- 罰ゲームは特効薬。（らな）

ゲーマーズ賞
- 皆愛し編（月）

審査員特別賞
- リトル・デーモン（長門千尋）
- 野菜炒めの憂鬱（ユウヒツ）
- 鬼騙し編（藤本和明）

### 第2回
- 2007年4月12日から5月31日まで募集された。応募総数698作品中、11作品が選ばれた。その後、同年7月23日から8月15日までネット投票を行い、同年11月22日に受賞作品を収録したアンソロジー「ひぐらしのなく頃に 語咄し編（かたりばなしへん）2」が発行された。
- オールマイティであった前回と異なり「サスペンス・ホラー」「ミステリー」「ギャグ・コメディ」「ファンタジー（SFも含む）」「原作」の5部門に分けての開催となる。
- 虎の穴賞が新設され、前回の審査委員に加えて外伝「宵越し編」のみもりが新たに参加している。
- 受賞作品のうち「りかさとうぉーず」（作・フラワー）・「お漏らしで泣く頃に 閑話休憩編」（作・水澤弘樹）・「雛げし編」（作・多上厚志）の3編が「語咄し編2」のタイトルでHOBiRECORDSよりドラマCD化されている。

#### 大賞
- りかさとうぉーず（フラワー）

#### 原作部門
選考委員長・竜騎士07特別賞+方條ゆとり賞
- 雛げし編（多上厚志）

BT特別賞
- お漏らしで泣く頃に 閑話休憩編（水澤弘樹）

鈴羅木かりん賞
- 嘘塗し編（白史）

ゲーマーズ賞
- 皆殺し編：限定補完 〜叩き売りオークション会場にて〜（磯貝波帆）

#### ギャグ・コメディ部門
外海良基賞+ガンガンパワード賞
- 百年目の病（殻半ひよこ）

みもり賞
- 祭囃子その後に（海砂）

アニメイト賞
- 地獄のかぁいいレッスン（黒崎うちうみ）

#### ミステリー部門
選考委員長・竜騎士07特別賞
- あるスクラップブックが示す断片的な顛末、あるいはある神の末路を記す断片的な記録（砂上城）

#### サスペンス・ホラー部門
鈴木次郎賞
- 里恋し編（ゴドメ）

虎の穴賞
- 胡蝶ノ夢 -Endless Nightmare-（aksk）

### 第3回
- 2008年5月12日から7月31日まで募集。8月に一次選考を経て、10月に受賞作品発表。12月22日に『語咄し編3』が出版された。また、『ハト時計と慈愛の家の夢』に関しては、小説と同日に発売されるガンガンコミックスアンソロジー『語咄し編』第五集に収録される。
- 審査委員には従来の5名に加え『皆殺し編』作画担当の桃山ひなせが新たに参加している。

#### 大賞
- リミット（cvwith）

#### 原作部門
選考委員長・竜騎士07特別賞+鈴木次郎賞+ゲーマーズ賞
- ありがとう（ゴンベ）

選考委員長・竜騎士07特別賞
- 詩音アフター（朝霧悠）

BT特別賞+みもり賞
- あの日の思い、今の思い（羽王）

桃山ひなせ賞
- 鹿骨小町（aksk）

虎の穴賞
- おかえりとさよならと（藤本和明）

ガンガンパワード賞
- ハト時計と慈愛の家の夢（きょー）

#### ギャグ・コメディ部門
外海良基賞
- 肝試し編（たちゃ）

アニメイト賞
- 圭一の告白タイム編（磯貝波帆）

#### ミステリー・ホラー・サスペンス部門
鈴羅木かりん賞
- 北極星をつかむ（AK）

方條ゆとり賞
- 富竹ジロウは二度死ぬ（DADA SEIDEN）

#### ファンタジー部門
選考委員長・竜騎士07特別賞
- 雪渡し編（匙々々山）